# Олсон, Брайан
Брайан Олсон (англ. Brian Perry Olson; род. 6 марта 1973, Таллахасси) — американский дзюдоист, чемпион и призёр чемпионатов США, Панамериканских чемпионатов и Панамериканских игр, призёр чемпионата мира, участник четырёх Олимпиад.

## Карьера
Выступал в средней (до 86-90 кг) весовой категории. В 1994—2005 годах пять раз становился чемпионом США, дважды серебряным и один раз бронзовым призёром чемпионатов страны. Двукратный чемпион (1998, 2001 годы), четырежды серебряный (1996, 1997, 2002 и 2004 годы) и бронзовый (2003 год) призёр Панамериканских чемпионатов. Чемпион (1999 и 2003 годы) и бронзовый (1995 год) призёр Панамериканских игр. В 1997 году стал бронзовым призёром чемпионата мира в Париже.
На летних Олимпийских играх 1996 года в Атланте Олсон стал 17-м. На следующей Олимпиаде 2000 года в Сиднее он занял седьмое место. В 2004 году на Олимпиаде в Афинах выбыл из борьбы за медали на предварительной стадии. На Олимпиаде 2008 года в Пекине Олсон занял 20-е место.